# André Couder
André Couder (Alençon, 27 novembre 1897 – Suresnes, 16 gennaio 1979) è stato un astronomo e ottico francese.
Lavorò all’inizio della sua carriera  presso l’Osservatorio astronomico di Strasburgo sotto la guida di Ernest Esclangon per poi far parte dal 1925 del Laboratorio di ottica dell’Osservatorio di Parigi  del quale laboratorio fu poi direttore e con il quale guadagnò in breve tempo grande reputazione. Fino al momento del suo pensionamento nel 1968 contribuì alla costruzione di quasi tutte le apparecchiature ottiche astronomiche francesi tra le quali anche il telescopio da 193 centimetri di diametro dell’Osservatorio dell’Alta Provenza. Mise a punto tecniche di lucidatura degli specchi parabolici, inventò diversi dispositivi per la correzione delle aberrazioni ottiche da astigmatismo, sviluppò il telescopio con configurazione a due specchi di Schwarzschild, chiamato da allora di tipo Schwarzschild-Couder ed il cui schema ottico è utilizzato nella realizzazione del telescopio del progetto ASTRI,  nonché miglioramenti nella fabbricazione degli specchi per usi astronomici. Fu Presidente del Bureau des longitudes dal 1951 al 1953, fu vice Presidente della Unione Astronomica Internazionale dal 1952 al 1958 e Presidente della Société astronomique de France dal 1955 al 1957.

## Onorificenze[2]
- Membro  dell'Accademia francese delle scienze
- Vincitore del Premio Valz[3] dell'Accademia francese delle scienze nel 1936
- VIncitore della Medaglia Jansenn  dell'Accademia francese delle scienze nel 1952
- Ufficiale della Légion d'Honneur nel 1955

Ad André Couder la UAI ha  intitolato il cratere lunare Couder